# Вико нел Лацио
Вико нел Лацио (итал. Vico nel Lazio) је насеље у Италији у округу Фрозиноне, региону Лацио.
Према процени из 2011. у насељу је живело 809 становника. Насеље се налази на надморској висини од 712 м.

## Становништво
| 1931. | 1936. | 1951. | 1961. | 1971. | 1981. | 1991. | 2001. | 2011. |
| ----- | ----- | ----- | ----- | ----- | ----- | ----- | ----- | ----- |
| 2.799 | 2.413 | 2.342 | 2.068 | 1.860 | 1.896 | 2.024 | 2.161 | 2.256 |